# Автошлях N17 (ПАР)
N17 — південно-африканський автомобільний шлях, що пролягає від міста Йоганнесбург до міста Нгвенья, що на кордоні з Свазілендом. Автошлях проходить через Спрінгс, Бетал та Ермело.